# 9-es trolibusz (Szeged)
A szegedi 9-es jelzésű trolibusz a Bakay Nándor utca és a Lugas utca között közlekedik. A viszonylatot a Szegedi Közlekedési Társaság üzemelteti.

## Története
A 7,6 km-es vonalon 1985 novemberében indult meg a forgalom. 2006-ban az árvíz miatt április 17-én délutántól május 8-áig csak Makkosház és a Széchenyi tér között a trolibuszok, a Széchenyi tér és a Lugas utca között pedig kerülőútvonalon pótlóbuszok (9B) közlekedtek. Két végállomásának viszonylagos közelsége miatt viseli a „városnéző járat” gúnynevet.
2012. március 3-án a trolibusz végállomását története során először áthelyezték. A Makkosház helyett a Vértói út lett a végállomása.
Az SZKT és a városháza megegyeztek, hogy 2022. június 16-ától a Vértói út helyett a Bakay Nándor utcáig fog közlekedni a 9-es trolibusz, a Cédrus Liget lakópark létrejöttére hivatkozva, így a trolibusz végállomását története során másodszor áthelyezték.

## Járművek
A vonalon általában Škoda 15Tr, Ikarus-Škoda Tr187.2 csuklós, illetve Škoda 21Tr és Solaris Trollino 12 szóló trolibuszok közlekednek.

## Útvonala
| Lugas utca felé | Bakay Nándor utca felé |
| --- | --- |
| Bakay Nándor utca vá. – Bakay Nándor utca – Londoni körút – Attila utca – Nagy Jenő utca – Széchenyi tér – Híd utca – Roosevelt tér – Stefánia – Dózsa utca – Felső Tisza-part – Etelka sor – Kereszttöltés utca – Csillag tér – Lugas utca – Lugas utca vá. | Lugas utca vá. – Lugas utca – Csillag tér – Kereszttöltés utca – Etelka sor – Felső Tisza-part – Dózsa utca – Stefánia – Vár utca – Deák Ferenc utca – Híd utca – Széchenyi tér – Kelemen utca – Mikszáth Kálmán utca – Londoni körút – Bakay Nándor utca – Bakay Nándor utca vá. |

## Megállóhelyei
| 0  | Bakay Nándor utca végállomás                          | 16 |                                                                                                |
| 1  | Vásárhelyi Pál utca (Bakay Nándor utca)               | 15 |                                                                                                |
| 2  | Mura utca                                             | 14 |                                                                                                |
| 3  | Huszár utca                                           | 13 |                                                                                                |
| 4  | Londoni körút (Bakay Nándor utca)                     | 12 |                                                                                                |
| 5  | Attila utca (Mars tér) (↓) Mars tér (Attila utca) (↑) | 11 | 19                                                                                             |
| 6  | Bartók tér                                            | ∫  | 5, 6, 19 60, 60Y, 67, 67Y, 70, 71, 71A, 72, 72A, 74, 74A, 74Y, 76, 76Y                         |
| ∫  | Tisza Lajos körút (Mikszáth Kálmán utca)              | 10 | 3, 3F, 4 5, 6, 8, 10, 19 20, 24, 60, 60Y, 67, 67Y, 70, 71, 71A, 72, 72A, 74, 74A, 74Y, 76, 76Y |
| 7  | Széchenyi tér                                         | 8  | 1, 2 5, 6, 19 32, 60, 60Y, 67, 67Y, 70, 71, 71A, 72, 72A                                       |
| 8  | Múzeum                                                | 8  | 19                                                                                             |
| 9  | Dózsa utca                                            | 7  | 19                                                                                             |
| 10 | Glattfelder Gyula tér                                 | 6  | 3, 3F, 4 5, 19 20, 24                                                                          |
| 10 | Háló utca                                             | 5  | 19                                                                                             |
| 11 | Tabán utca (Felső Tisza-part)                         | 4  | 19 73, 73Y, 74, 74Y                                                                            |
| 12 | Etelka sor                                            | 3  | 9 73, 73Y, 74, 74Y, 90F                                                                        |
| 13 | Erdő utca                                             | 3  | 19 90F                                                                                         |
| 14 | Csaba utca                                            | 2  | 19 90F                                                                                         |
| 15 | Csillag tér (Lugas utca)                              | 1  | 20, 21, 24, 90H                                                                                |
| 15 | Lugas utca végállomás                                 | 0  | 90H                                                                                            |